# Festival de Montjoux
Pour les articles homonymes, voir Montjou.
 (avril 2018).
Si vous disposez d'ouvrages ou d'articles de référence ou si vous connaissez des sites web de qualité traitant du thème abordé ici, merci de compléter l'article en donnant les références utiles à sa vérifiabilité et en les liant à la section « Notes et références ».
Le Festival de Montjoux est un festival de musique francophone créé en 1997 et organisé à Thonon-les-Bains dans le département de la Haute-Savoie en France.
Le Montjoux Festival est un événement ayant lieu chaque été, pendant trois soirs. Sa programmation est axée sur des chansons francophones principalement et en tout genre.
Aujourd'hui, le festival est composé de deux scènes avec seize concerts qui fonctionnent en alternance laissant place aux artistes de la scène musicale française de renommée internationale, mais aussi aux nouveaux artistes de la région qui ont une scène réservée pouvant leur servir de tremplin.
Le festival bénéficie du soutien financier de la ville de Thonon-les-Bains, du Conseil général de la Haute-Savoie ainsi que de quelques sponsors privés.

## Histoire

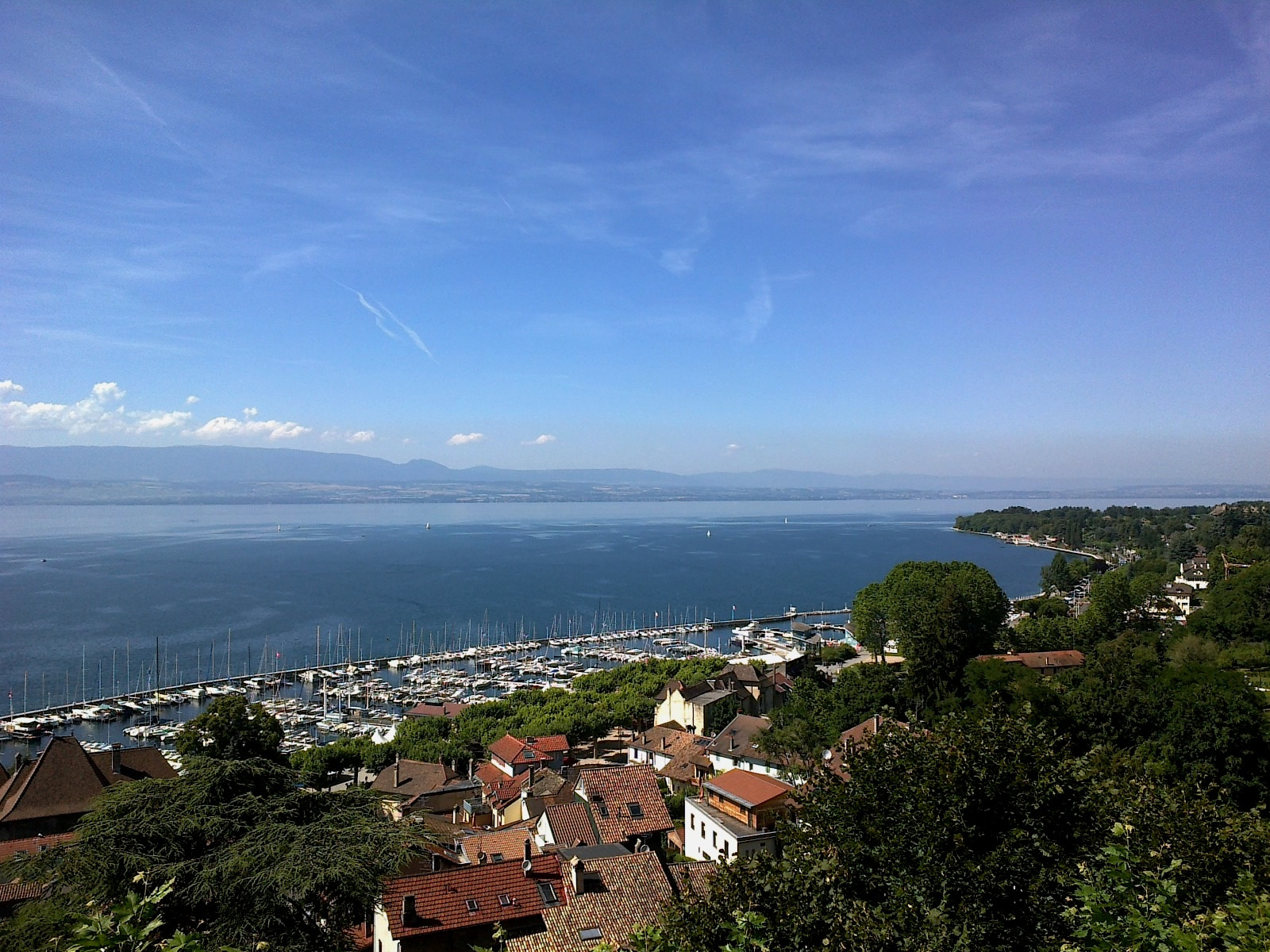
Lac Léman depuis Thonon-les-Bains

Le festival a été créé en 1997 dans la cour du château de Ripaille et portait le nom "Estivalpe", accueillant au départ une centaine de spectateurs debout devant une seule scène sur plusieurs soirs. Le festival a ensuite augmenté sa capacité d'accueil. Il accueille aujourd'hui jusqu'à 15 000 spectateurs avec deux scènes en se délocalisant au sein du domaine de Montjoux qui a donné plus tard le nom actuel du festival et qui se situe aux abords du lac Léman.
Le festival n'est pas le seul dans la région puisque non loin de là, on retrouve depuis plus récemment le festival Musilac à Aix-les-bains qui possède une plus grande envergure, mais nous retrouvons aussi encore plus proche du festival de Montjoux le Paléo festival à Nyon de l'autre côté du lac Léman en Suisse.

## Accès au Festival
La compagnie majeure sur le lac Léman Compagnie générale de Navigation (CGN) met en place des navettes notamment entre Thonon-les-Bains et Lausanne pour accéder au festival.
La Société de bus de Thonon-les-Bains met elle aussi en place des navettes pour amener les spectateurs au domaine de Montjoux depuis notamment la place de Crête qui est transformée en parking pour l'occasion. Car la ville ferme l'accès aux alentours aux différents véhicules pour transformer la zone du festival en zone piétonne et plus facile d'accès.

## Programmation

### Années 1990

#### 1997 (16-19 juillet)
- Melvin Taylor - Les nouvelles polyphonies corses - Sierra Maestra - Touré Kunda

#### 1998 (15-18 juillet)

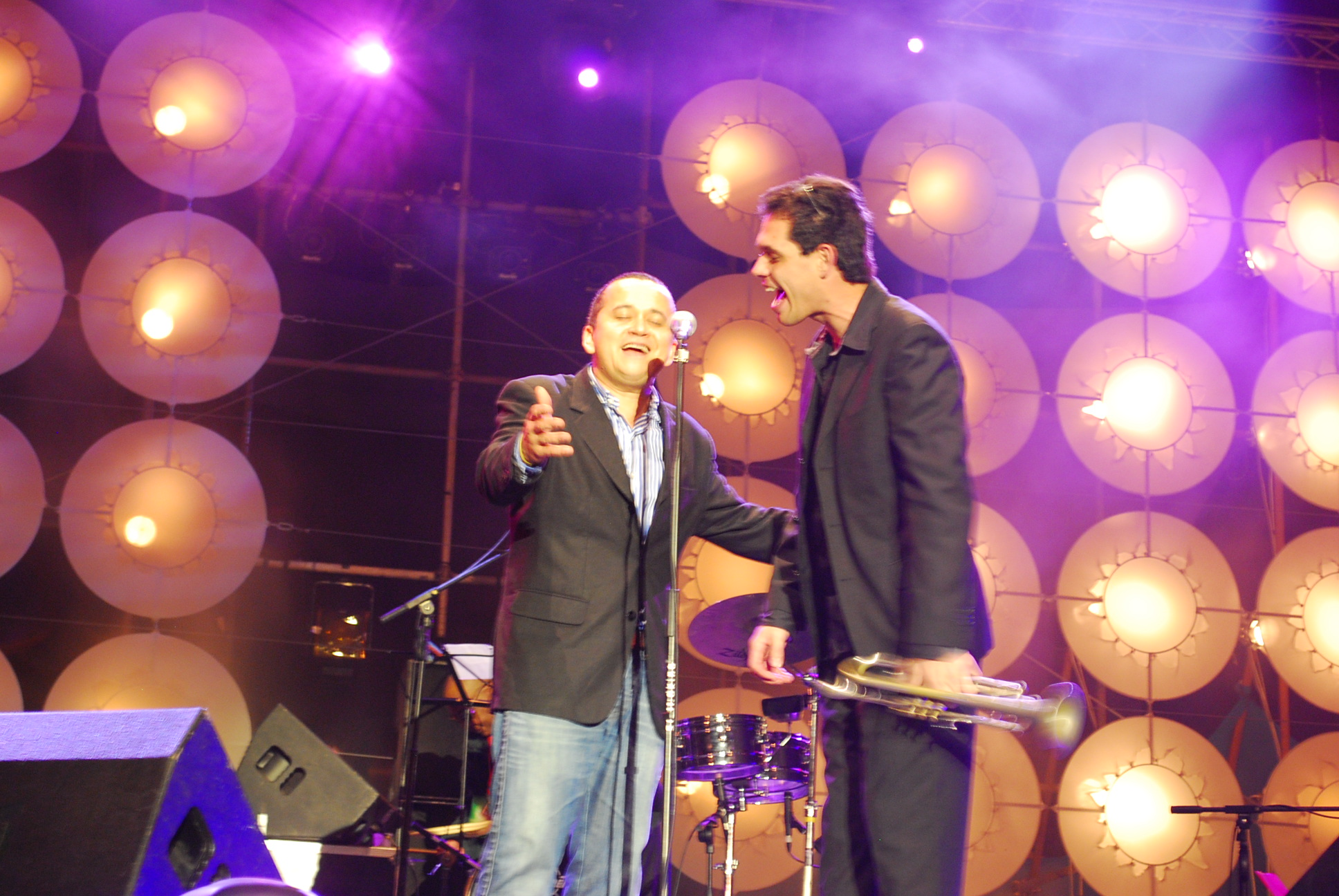
Yuri Buenaventura

- Yuri BuenaventuraJacques Higelin - Dee Dee Bridgewater - Faudel - Kassav'

#### 1999 (16-18 juillet)
- I Muvrini - Calvin Russel - Natacha - Atlas - Anjel I.K. - P18 - Yuri Buenaventura - F.B.I - African Style - Fabulous Trobadors

### Années 2000

#### 2000 (16-18 juillet)
- Noa - Renaud - Alan Stivel - Juan Carlos Cacérès - Orquesta Aragon - Mambomania - Mick Hart

#### 2001 (13-15 juillet)
- Noir Désir - Michel Jonasz - Brooklyn Funk Essentials - Virago - FFF -Yvan Agbo - Kma

#### 2002 (12-14 juillet)
- Sinclair - Maceo Parker - Ismael Lo - Patrice - Susheela Raman - Hawksley Workman - Trio Mocotó - NoJazz - Lila Downs

#### 2003 (11-13 juillet)
- Zazie - Jean-Louis Aubert - Johnny Clegg - Aston Villa - Manu Dibango & Ray Lema - Camill

#### 2004 (16-18 juillet)

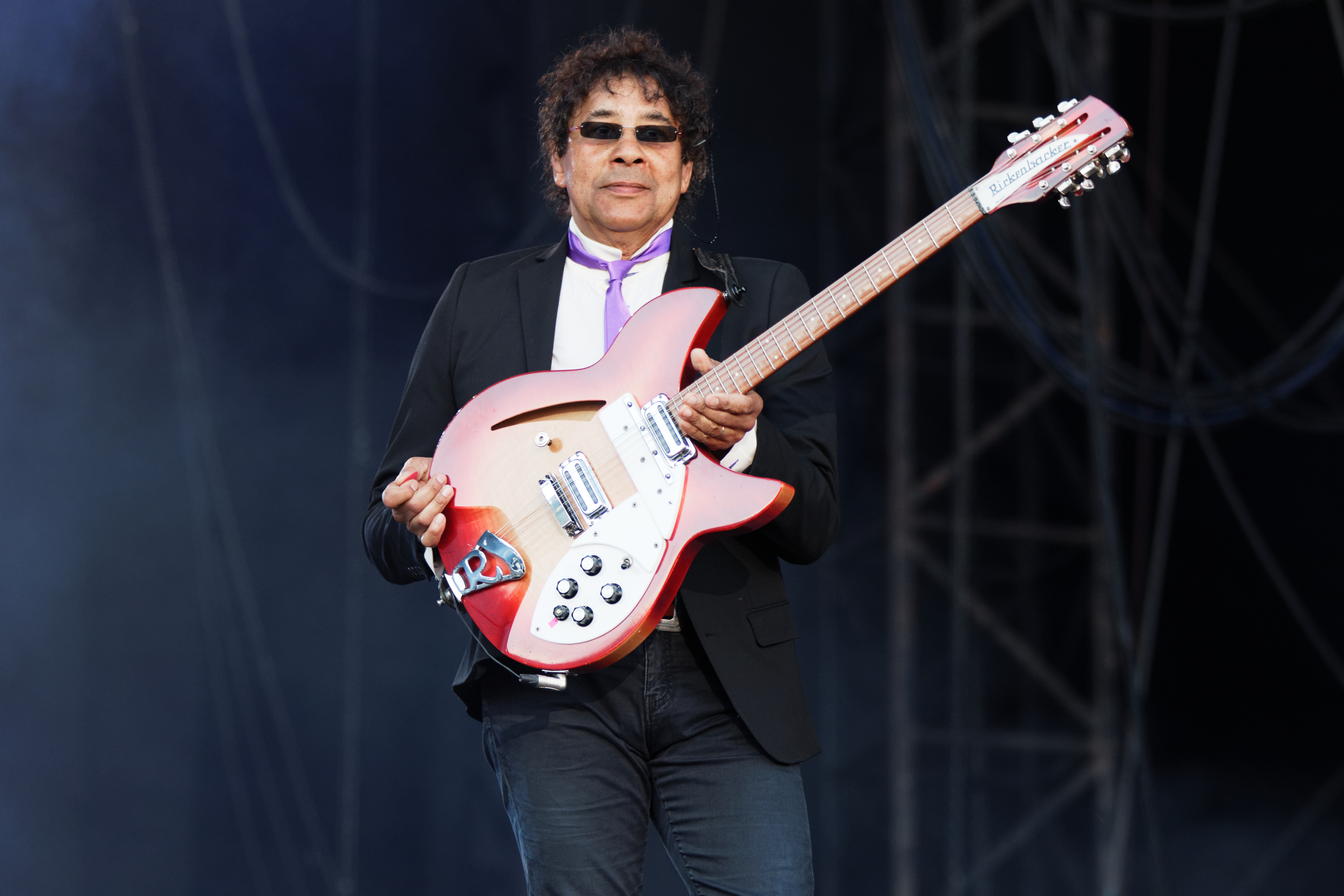
Laurent Voulzy

- Laurent Voulzy vendredi 16 juillet: Rokia Traoré - Laurent Voulzy
- Samedi 17 juillet: Fred.K - Tarmac - Têtes Raides
- Dimanche 18 juillet: Jeanne Cherhal - -M-

#### 2005 (14-16 juillet)
- Jeudi 14 juillet: Louis Bertignac - Tiken Jah Fakoly
- Vendredi 15 juillet: Ibrahim Ferrer - Sergent Garcia
- Samedi 16 juillet: Amadou & Mariam - Sinsemilia

#### 2006 (13-15 juillet)

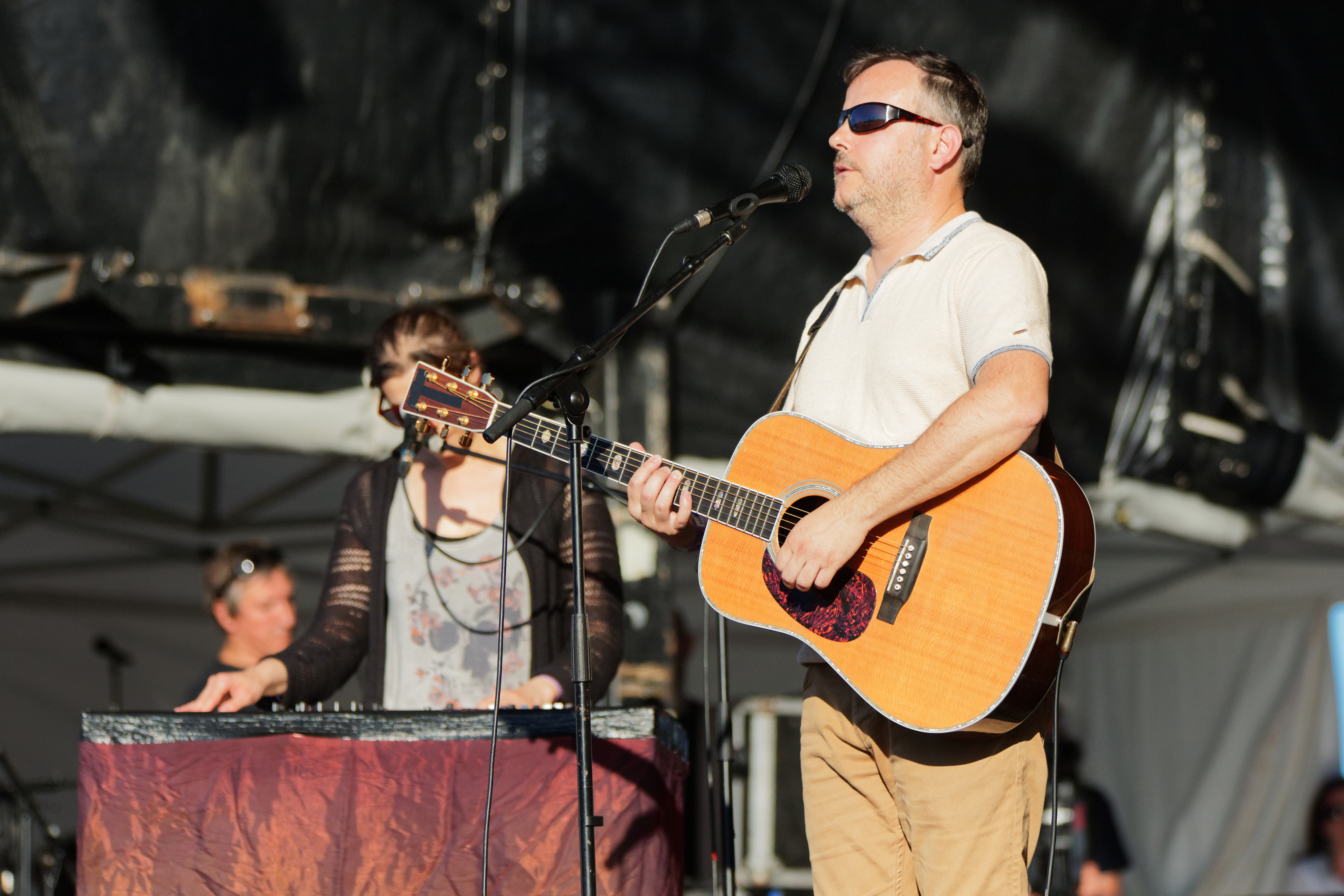
Mickey 3D

- Mickey 3D jeudi 13 juillet: Mickey 3D - Dionysos
- Vendredi 14 juillet: Benabar - Debout sur le zinc - Les Yeux Noirs
- Samedi 15 juillet: Jimmy Cliff - Kassav'

#### 2007 (5-7 juillet)
- Jeudi 5 juillet: Sanseverino - Les Ogres de Barback - Debout sur le Zinc (annoncé mais malade, remplacés par Semtazone)
- Vendredi 6 juillet: Higelin - Arno - Prohom
- Samedi 7 juillet: Steel Pulse - Eddie Palmieri - L'Orchestre Nationale de Barbès

#### 2008 (3-5 juillet)

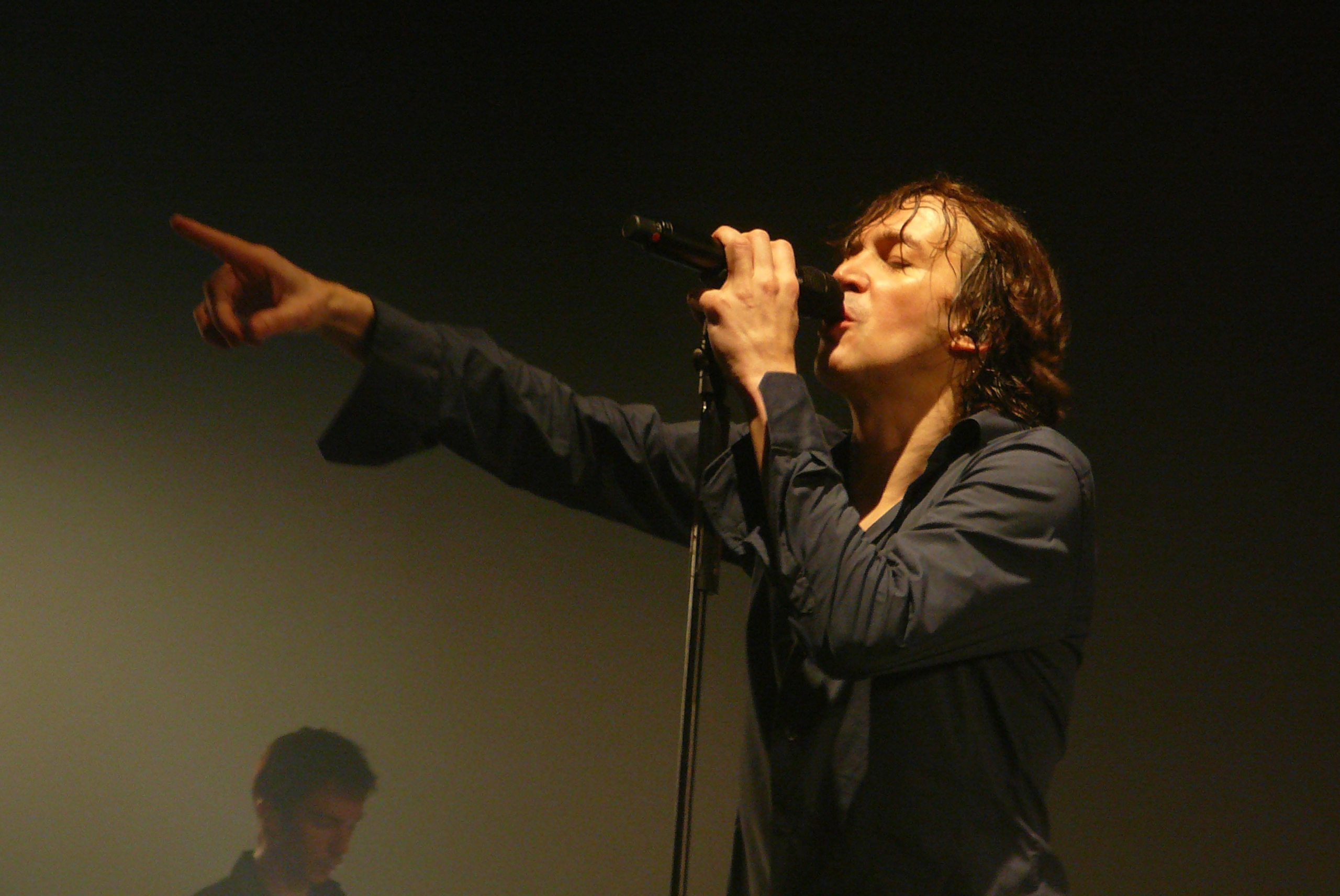
Cali

- Cali jeudi 3 juillet: Bernard Lavillier - Raul Paz
- Vendredi 4 juillet: Calogero - Triste Sire
- Samedi 5 juillet: Cali - Luke

#### 2009 (16-18 juillet)
- Jeudi 16 juillet: Groudation - Johnny Clegg -  So Kalmery
- Vendredi 17 juillet: Tryo - Face à la mer - Emzel Café
- Samedi 18 juillet: Thomas Dutronc - Les doigts de l'homme - Madj

### Années 2010

#### 2010 (8-10 juillet)
- Jeudi 8 juillet: Hindi Zahra - Jeanne Cherhal - Buena Vista Social Club feat Omara Portuondo
- Vendredi 9 juillet: Neeskens - Gaëtan Roussel - Olivia Ruiz -Transgunner - Anna Aaron
- Samedi 10 juillet: Lokua Kanza - Julian Marley - Youssou N'Dour - Junk Flowers - Mosquito - Hed'L'VYZ

#### 2011 (7-9 juillet)

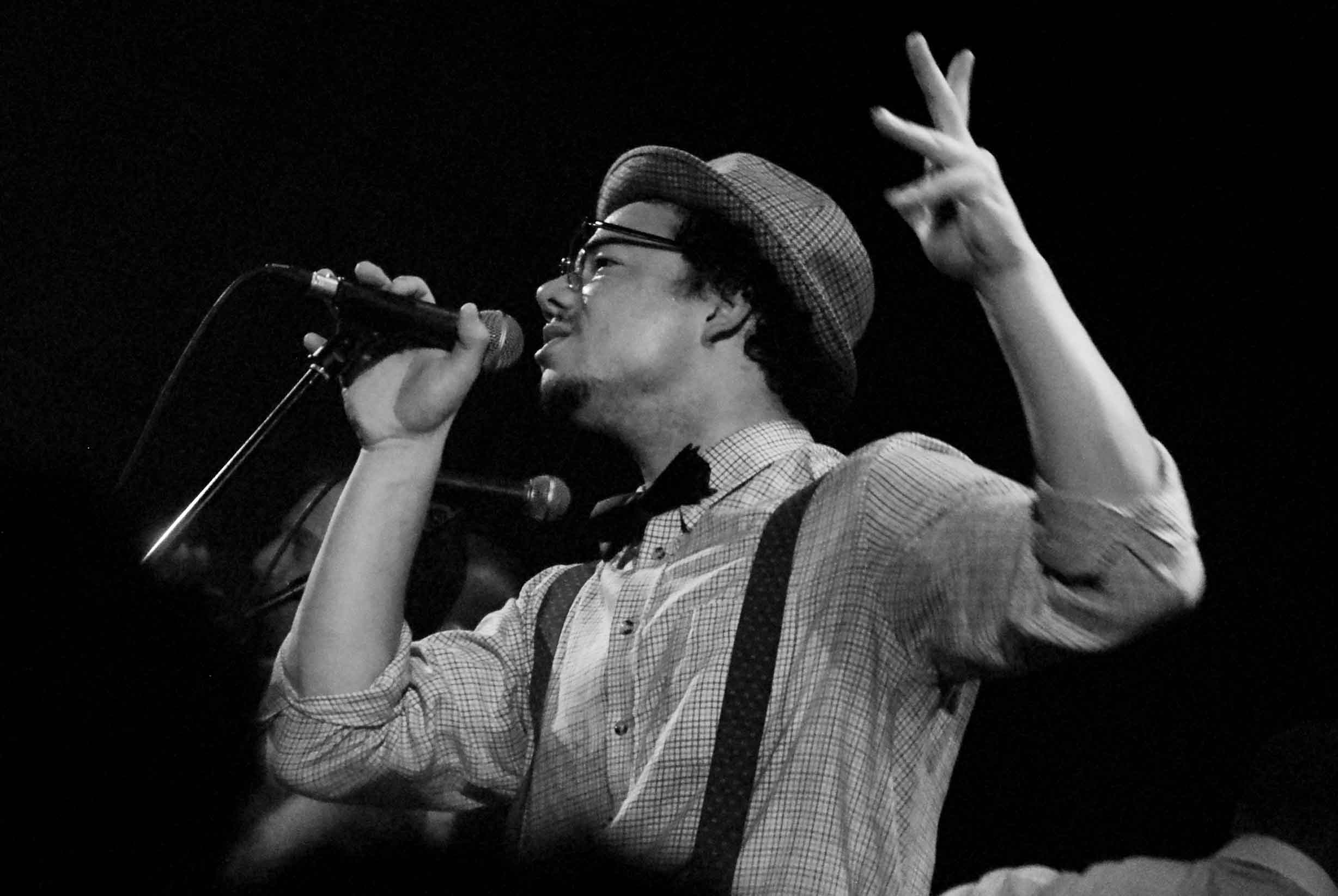
Ben L'Oncle Soul

- Ben L'Oncle Soul jeudi 7 juillet: Imany - BEN L'ONCLE SOUL - PEP'S -  Hugo and the Storm - The Sweet Prayers
- Vendredi 8 juillet: Trip In - ZAZ - Tiken Jah Fakoly - Willows - Lily's Song
- Samedi 9 juillet: Emynona - Moriarty - ABD AL MALIK - Sinsemilia - Switch Cult - Dypingoos

#### 2012 (5-7 juillet)
- Jeudi 5 juillet: Yannick Noah - Suarez - Najavibes - Los Bassetos
- Vendredi 6 juillet: Zebda - Alpha Blondy - Green Valley Chibres - Madvig - The Defibrilators
- Samedi 7 juillet: Hubert Felix Thiefaine - Arthur H - Dimone - El Chile De Memo - Firehead

#### 2013 (4-6 juillet)

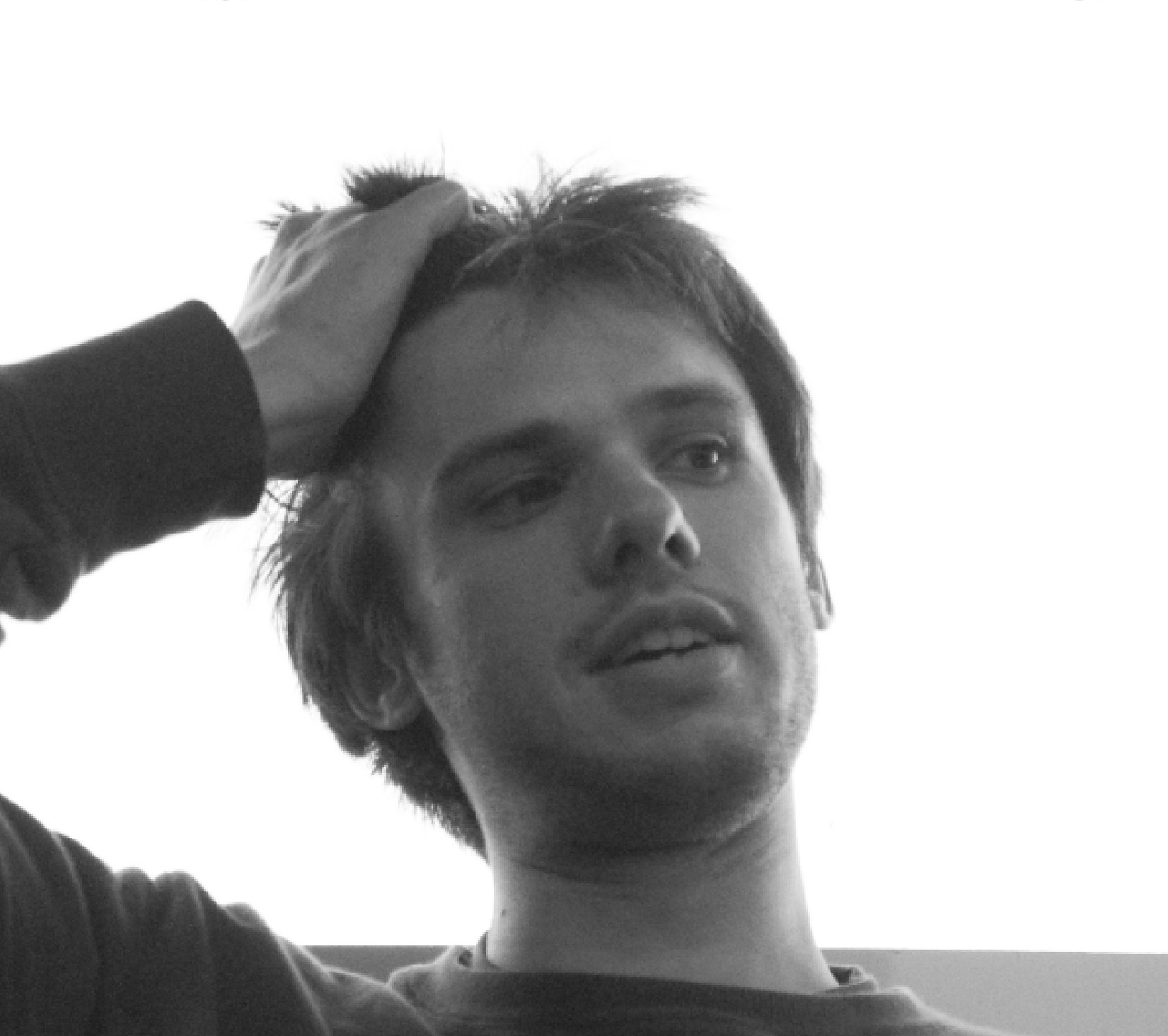
Orelsan

- Orelsanjeudi 4 juillet: Skip The Use - BB Brunes - The Kitchies - The Shifoomies Band
- Vendredi 5 juillet: Mika - Saule - The Joking - Vlalka Project - Charlie & The Soap Opera
- Samedi 6 juillet: Tryo - Orelsan - Zahm - Mardjenal Syndicare

#### 2014 (3-5 juillet)
- Jeudi 3 juillet: Irma - IAM - Wailing trees - Emile & Louis Orchestra
- Vendredi 4 juillet: Kill Franklin - Julien Dore - Les Ogres de Barback - Mu - Red Circus
- Samedi 5 juillet: Plaza Francia - Woodkid - King Krab - Taïni and Strongs

#### 2015 (9-11 juillet)[5]
- Jeudi 9 juillet: Les frero Delavega - Benabar
- Vendredi 10 juillet: Charlie Winston - Fauve
- Samedi 11 juillet: Yael Naim - Izia Higelin - Cats on the threes

#### 2016 (14-16 juillet)

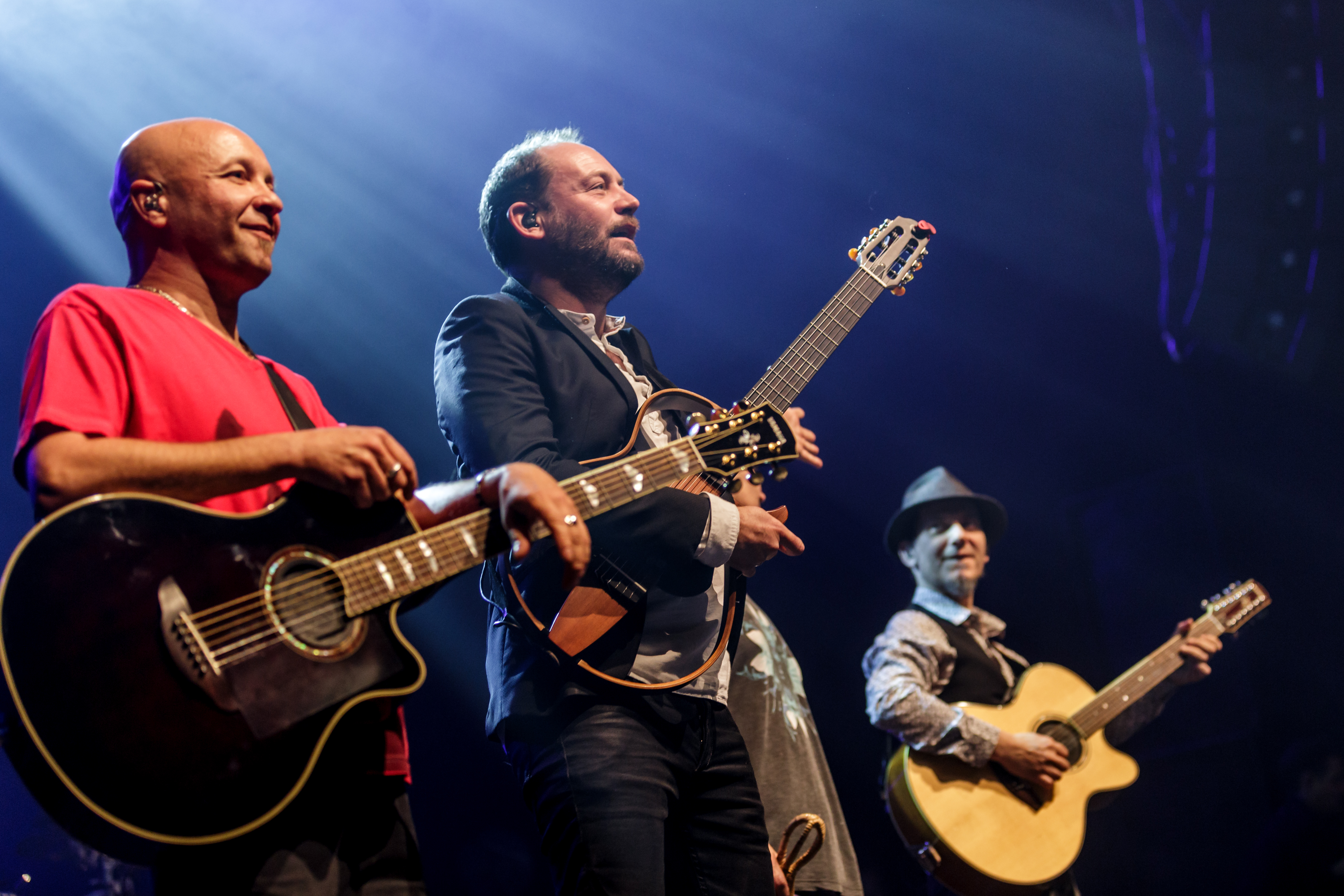
Tryo

- Tryojeudi 14 juillet: Tryo - L.E.J - The Optimists - Moonroad
- Vendredi 15 juillet: Brigitte - Cœur de pirate - Culotte Courtes - Jetlakes
- Samedi 16 juillet: Mickey 3D - Selah Sue - Lady Bazaar

#### 2017 (13-15 juillet)[6]
- Jeudi 13 juillet: Asaf Avidan - La Femme
- Vendredi 14 juillet: Danakil - Soprano
- Samedi 15 juillet:  Claudio Capéo - Boulevard des Airs

#### 2018 (12-14 juillet)[7]
- Jeudi 12 juillet: Gaël Faye - Bigflo et Oli
- Vendredi 13 juillet: Les Négresses vertes - Bernard Lavilliers
- Samedi 14 juillet:  Part-Time Friends - Louane

### Années 2020

#### 2025
- Vendredi : Tiakola - SCH - Yorssy - Juste Shani
- Samedi : Bigflo et Oli - Julien Granel - Emma Peters - Surferchild
- Dimanche : Kendji Girac - Helena - Styleto - Mae